# سرطانة مشيمائية حملية
سرطانه مشيمائيه حمليه هو ورم مشيمائي خبيث ينشأ عن أي حدث حملي أثناء الحمل في المرأة الانجابيه. قد تقدم النساء ذوات الأورام المشيمائيه الحملية مع نزيف مهبلي غير طبيعي، أو ارتفاع مستمر بشكل ملحوظ في الأوعية الدموية، أو تاريخ من الحمل السابق. يصاب معظم المرضى بالورم المشيمائي الحملي بعد فترة وجيزة من شذوذ الحمل، ولكن قد يحدث المرض بعد زمن طويل من السنوات. قد يحدث أثناء الحمل. في كثير من الأحيان، فإنه يحدث بعد نمو من نوع ما في الرحم (الحمل، الورم، الخلد، الكيس)

## التشخيص
بشكل مفرط، يتم رؤية كتلة نزفية حمراء في الرحم ، على الرغم من أنها قد تختلف في الحجم. في كثير من الأحيان، يكون التشخيص افتراضيًا، ويستند إلى النتائج السريرية وتحديد الورم الخبيث.أحد الأعراض السائدة هو النزيف المهبلي بعد الحمل أو الإجهاض أو الرحى العداريه.اختبار الحمل سيكون إيجابيا حتى لو لم يكن هناك جنين.

## العلاج
العلاج الكيميائي هو العلاج المفضل في بعض الحالات، استئصال الرحم والإشعاع ضروريان.

## التنبؤ
في وقت التشخيص، أكثر من 90٪ من المرضى لديهم بالفعل انتقالات الرئة، على الرغم من أن هناك أيضا أقل الانتقالات المتكررة في الدماغ والكبد. مع العلاج الكيميائي، هناك 80٪ معدل البقاء على قيد الحياة لمدة 5 سنوات. في نهاية المطاف، يرتبط الموت بالكبد والانتقالات الدماغية.